# Jimmy Reed
Jimmy Reed (6 de Setembro de 1925, Dunleith, Mississippi — 29 de Agosto de 1976, Oakland, Califórnia) foi um cantor, guitarrista e gaitista norte-americano de blues. Seu nome completo de batismo é Mathis James Reed. É uma grande influência para músicos de rock como Elvis Presley e Rolling Stones que chegaram a gravar versões de algumas de suas músicas.

## Biografia
Jimmy Reed nasceu em Dunleith, Mississipi em 1925, aprendeu a tocar harmônica e guitarra com o amigo Eddie Taylor. Depois de passar alguns anos tocando nas ruas em troca de dinheiro, se mudou para Chicago, Illinois em 1943 antes de ser convocado para a Marinha dos Estados Unidos durante a Segunda Guerra Mundial. Em 1945 foi dispensado e retornou para o Mississipi por um breve período, se casou com Mary "Mama" Reed e se mudou para Gary (indiana), Indiana para trabalhar na fábrica de embalar carne Armour & Co.. Mama Reed aparece como cantora não creditada em muitas músicas como Baby What You Want Me to Do, Big Boss Man e Bright Lights, Big City.

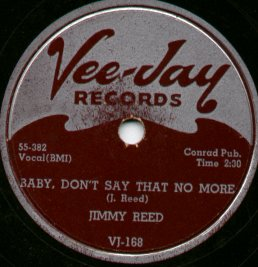
Single "Baby, Don't Say That No More" pela Vee-Jay Records

Na década de 50 Reed se firmou como um músico popular e entrou para a banda Gary Kings com John Brim, e também tocava nas ruas com Willie Joe Duncan. Reed assinou um contrato pela Vee-Jay Records através do baterista de John Brim, Albert King. Na Vee-Jay, Reed começou a tocar novamente com Eddie Taylor e em pouco tempo lançou You don't have to go, sua primeira gravação de sucesso.
Jimmy manteve sua reputação apesar de seu alcoolismo excessivo, ocasionalmente sua esposa precisava ajudá-lo a lembrar das letras das músicas durante as gravações. Em 1957 Reed começou a sofrer de epilepsia, o que foi diagnosticado corretamente somente muito tempo depois, os médicos que o haviam examinado assumiam que seu problema era delirium tremens.
Apesar de seus vários hits, os problemas pessoais de Reed não o permitiram que ele tivesse a mesma fama de outros músicos populares de blues, mesmo que ele tivesse mais músicas famosas. Quando a Vee-Jay fechou as portas, o empresário de Reed assinou um contrato com a ABC-Paramount Records, mas Reed nunca mais gravou um hit. Em 1968 participou da turnê européia com o American Folk Blues Festival.
Jimmy Reed morreu em Oakland, California em 1976, por insuficiência respiratória, faltando oito dias para seu aniversário de 51 anos. Ele está enterrado no Lincoln Cemetery em Worth, Illinois. Póstumamente em 1991 Reed foi induzido ao Rock and Roll Hall of Fame.

## Discografia

### Singles de sucesso
| Ano  | Single                        | R&B EUA | Pop |
| ---- | ----------------------------- | ------- | --- |
| 1956 | "Ain't That Lovin' You Baby"  | 3       | -   |
| 1956 | "Can't Stand to See You Go"   | 10      | -   |
| 1956 | "I Don't Go for That"         | 12      | -   |
| 1956 | "I Love You Baby"             | 13      | -   |
| 1957 | "Honest I Do"                 | 4       | 32  |
| 1957 | "Honey, Where You Going?"     | 10      | -   |
| 1957 | "Little Rain"                 | 7       | -   |
| 1957 | "The Sun is Shining"          | 12      | 65  |
| 1958 | "Down in Virginia"            | -       | 93  |
| 1959 | "I Told You Baby"             | 19      | -   |
| 1960 | "Baby What You Want Me to Do" | 10      | 37  |
| 1960 | "Found Love"                  | 16      | 88  |
| 1960 | "Hush-Hush"                   | 18      | 75  |
| 1961 | "Big Boss Man"                | 13      | 78  |
| 1961 | "Bright Lights, Big City"     | 3       | 58  |
| 1961 | "Close Together"              | -       | 68  |
| 1962 | "Aw Shucks, Hush Your Mouth"  | -       | 93  |
| 1962 | "Good Lover"                  | -       | 77  |
| 1963 | "Shame, Shame, Shame"         | -       | 52  |

### Álbuns Selecionados
| Ano  | Álbum                                       |
| ---- | ------------------------------------------- |
| 1958 | I'm Jimmy Reed                              |
| 1959 | Rockin' With Reed (Collectables)            |
| 1960 | Found Love                                  |
| 1960 | Now Appearing                               |
| 1961 | Jimmy Reed at Carnegie Hall                 |
| 1962 | Just Jimmy Reed                             |
| 1963 | Jimmy Reed Plays 12 String Guitar Blues     |
| 1963 | Jimmy Reed Sings the Best of the Blues      |
| 1963 | T'Ain't No Big Thing But He Is...Jimmy Reed |
| 1964 | Jimmy Reed at Soul City                     |
| 1965 | The Legend: The Man                         |
| 1967 | The New Jimmy Reed Album/Soulin'            |
| 1968 | Big Boss Man/Down in Virginia               |
| 1971 | Found Love                                  |
| 1974 | Best of Jimmy Reed                          |
| 1976 | Blues Is My Business                        |